# Port de Londonderry
Pour les articles homonymes, voir Londonderry (homonymie).
Le port de Londonderry, situé sur les rives du Lough Foyle en Irlande du Nord, est le port le plus occidental du Royaume-Uni. Auparavant situé plus en amont dans la ville même de Londonderry, il est maintenant basé à Lisahally dans le comté de Londonderry.